# Acordo de leniência
O acordo de leniência ou programa de leniência (Brasil) chamado por programa de clemência (Portugal) é um acordo de natureza administrativa celebrado entre infratores confessos e entes estatais com base, por exemplo, na Lei de Defesa da Concorrência ou na Lei Anticorrupção. Em 2000, esse instrumento foi introduzido no direito brasileiro por força de uma alteração da legislação concorrencial e passou a se aplicar aos processos sancionadores conduzidos pelo Conselho Administrativo de Defesa Econômica (CADE) no âmbito do controle de condutas, sobretudo no intuito de combater cartéis. Praticamente todos os países com legislação de defesa da concorrência possuem um programa de leniência, como o programa de clemência em Portugal e programma di clemenza na Itália.

## Leniência no direito concorrencial brasileiro
No Brasil é um acordo celebrado entre a Secretaria de Desenvolvimento Econômico (SDE) representado pela União e pessoas físicas ou jurídicas autoras de infração contra a ordem econômica, que permite ao infrator colaborar nas investigações, no próprio processo administrativo e apresentar provas inéditas e suficientes para a condenação dos demais envolvidos. Em contrapartida, o agente tem os benefícios de extinção da ação punitiva da administração pública, ou redução da penalidade imposta pelo Conselho Administrativo de Defesa Econômica (CADE). Foi  incorporado no ordenamento jurídico Brasileiro em 2000, por meio da Lei n. 10.149, de 21 de dezembro de 2000, oriunda da Medida Provisória n. 2.055-4. O acordo de leniência, com origem no Direito estadunidense, é o mecanismo de manutenção da ordem concorrencial com o escopo de coibir a prática de infração à ordem econômica.
Para que o acordo de leniência produza efeitos às empresas do mesmo grupo, de fato ou de direito, e aos seus dirigentes, administradores e empregados envolvidos na infração, todos devem firmar em conjunto o acordo.
No Brasil, o acordo de leniência também pode ser celebrado entre o Ministério Público Federal e a parte infratora. Em novembro de 2016, a força-tarefa de procuradores que atuam nas investigações da Operação Lava Jato confirmaram que a empreiteira Odebrecht (atual Novonor) fechou acordo de leniência com os Estados Unidos e a Suíça. Foi considerado o maior acordo de leniência da história mundial. A construtora  se comprometeu a pagar multa de 8,5 bilhões de reais para que sejam suspensas todas ações que envolvem a empreiteira e a Braskem, uma das empresas do grupo. No mês seguinte, a empresa britânica Rolls-Royce passou a negociar com o Ministério da Transparência, Fiscalização e Controladoria-Geral da União (CGU) um acordo de leniência, por meio do qual se compromete a confessar ilícitos, colaborar com investigações e ressarcir prejuízos ao erário, tendo como objetivo manter a possibilidade de participar de licitações e firmar contratos com o poder público.

## Leniência na lei anticorrupção
A Lei Anticorrupção busca punir sobretudo pessoas jurídicas de direito privado por práticas de corrupção listadas no seu art. 5o. Nesse escopo, são aplicadas aos infratores sanções de natureza administrativa (multa e publicação da decisão condenatória) e de natureza civil - essas dependentes da condução de uma ação civil pública. As sanções administrativas pressupõem a condenação no âmbito de um processo administrativo de responsabilização, no qual se permite a celebração de um acordo de leniência (art. 16). No entanto, o regime da leniência no campo da corrupção peca por uma série de problemas: i) não há definição clara do papel da pessoa física; ii) não há previsão de benefícios mínimos para o colaborador; iii) não existem benefícios penais e iv) não se diferenciam os benefícios de acordo com o momento da leniência (prévia ou concomitante). Além do acordo de leniência previsto no art. 16, a Lei Anticorrupção prevê outro no art. 17 para que a cooperação do infrator com o ente responsável pelo processo sancionador também possa lhe gerar benefícios em relação às sanções licitatórias.